# Paz armada

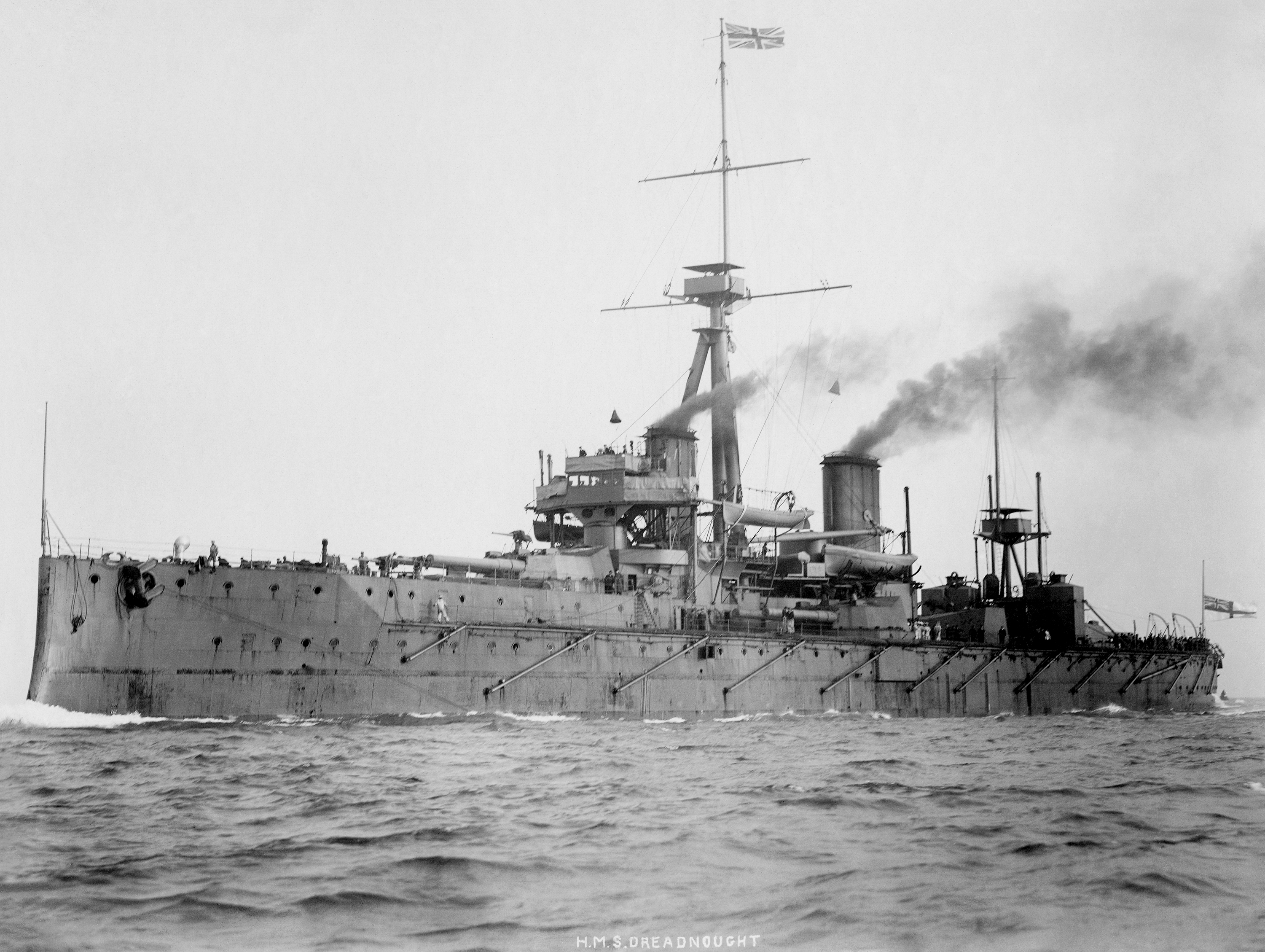
La construcción del acorazado británico HMS Dreadnought en 1906 reavivó la carrera armamentista entre las potencias europeas

La Paz armada (1871-1914) fue un periodo de la historia política de Europa que se extiende desde el fin de la guerra franco-prusiana hasta el inicio de la Primera Guerra Mundial y que se caracteriza por el fuerte desarrollo de la industria bélica de las potencias y por la creciente tensión en las relaciones internacionales. Esta carrera armamentística entre las potencias europeas, ayudadas por el crecimiento de la Belle Époque de finales del siglo XIX y principios del siglo XX, fue una de las causas más notorias de la Primera Guerra Mundial. Las continuas tensiones entre Estados a causa de conflictos tanto nacionalistas como imperialistas dieron lugar a que cada Estado destinara gran cantidad del capital estatal a la inversión de la industria de armamento y al fortalecimiento del ejército, todo este excesivo gasto militar desembocaría a la larga en quiebras nacionales. La política de la época se basaba en la idea expresada por la ley latina, «Si vis pacem, para bellum» que significa: Si quieres la paz, prepárate para la guerra.
Todo ello dio lugar a un complejo, reinstaurado, sistema de alianzas en las que las naciones se hallaban en conflicto sin estar en guerra.

## Origen

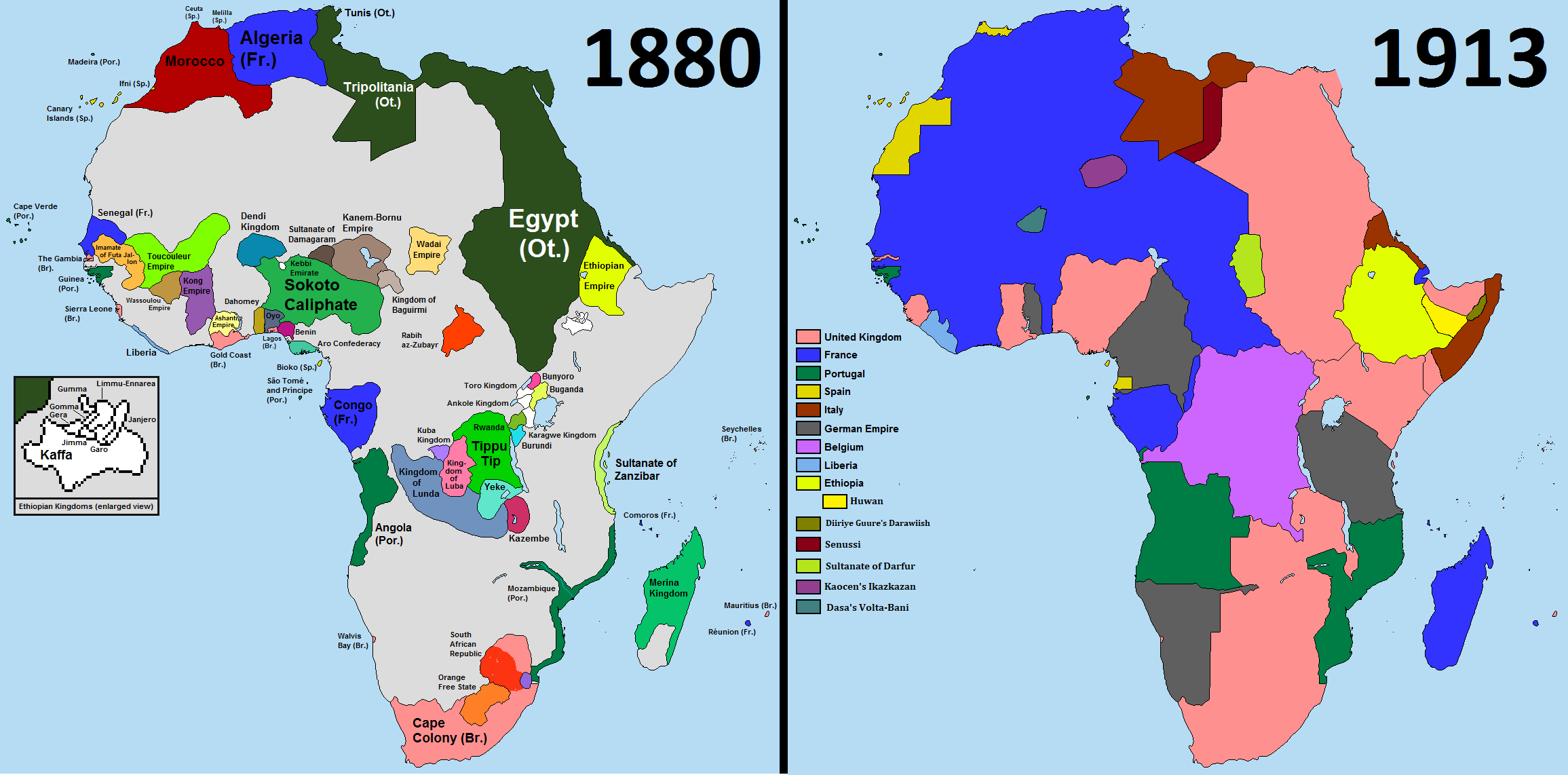
Comparación de África entre 1880 y 1913 (en inglés). El Reparto europeo de África se intensificó tras la Conferencia de Berlín (1884-1885).

A mediados del siglo XIX Gran Bretaña era el país más poderoso del mundo. En cuanto a economía y poderío militar se refiere a su posición, no tenía una competencia que en ese momento amenazara su situación. Un posible competidor era Francia, sin embargo el tamaño de la economía británica era mayor que el de la economía francesa, de la misma manera en el terreno militar Gran Bretaña tenía una clara ventaja, otras potencias como Rusia, Austria y Prusia no suponían una amenaza a la supremacía industrial y militar de Gran Bretaña.
En el año 1866 Prusia derrota de forma contundente a Austria en la guerra austro-prusiana y aplasta a Francia en 1870 durante la guerra franco-prusiana para finalmente unificarse con otros estados alemanes y formar el Imperio alemán, cambiando sustancialmente el equilibrio de poder que existía en Europa. El tamaño de la economía alemana, que tuvo un crecimiento sostenido y rápido durante el último tercio del siglo XIX, ya era la segunda economía de Europa y amenazaba con superar a la británica. También en cuanto a poderío militar el ejército y la marina de Alemania habían tenido un fuerte crecimiento convirtiendo al ejército de ese país en el más fuerte de Europa continental, todos estos cambios geopolíticos habían provocado una rivalidad política, económica y estratégica con Gran Bretaña que desembocó en una feroz carrera armamentista llevada a cabo por ambos países y sus aliados.

### Nacionalismo
El nacionalismo es una ideología y un movimiento social y político que surgió junto con el concepto de nación propio de la Edad Contemporánea en las circunstancias históricas de la Era de las Revoluciones desde finales del siglo XVI. 

#### Francia y Alemania
Desde 1828, los sentimientos nacionalistas promovidos especialmente por los románticos alemanes exaltaban la idea de que cada individuo pertenecía a una nación. Este nuevo concepto englobaba a todas aquellas personas con una cultura, raza e historia común. Estas teorías y pensamientos inspiraron a personajes que lucharían por la unificación de Alemania, creando así una Nación para todos aquellos de cultura y habla alemana. Tras la guerra franco-prusiana (1870-1871), Alemania arrebató los territorios de Alsacia y Lorena a Francia. Estos dos territorios eran muy ricos en minerales. Su pérdida perjudicó notablemente a la economía francesa y favoreció, en cambio, enormemente a la economía alemana. Desde ese momento Alsacia y Lorena fueron motivo de permanente enemistad entre Francia y Alemania.

### Crisis Balcánicas
Los Balcanes siempre han sido un importante punto de conflictos, ya que se mezclan diversidad de pueblos, idiomas, religiones, etc. El Imperio austro-húngaro y el Imperio ruso buscaban acrecentar su influencia en los Balcanes aprovechando la severa debilidad del Imperio Turco en el plano militar y financiero. 
El Imperio austrohúngaro se resistía a la voluntad de los eslavos del sur de unirse en grandes entidades estatales, pues Austria deseaba tener una salida al Mediterráneo a través de Serbia y no sólo encerrarse en el Adriático mediante la costa de Dalmacia. Por otra parte, el Imperio ruso defendía la creación de esta unión de los eslavos esperando que un Estado paneslavo en los Balcanes sería aliado de Rusia y le permitiría a esta una salida al Mediterráneo. 
En este contexto, se desencadenaron tres crisis. En 1908 Austria se anexiona el territorio turco de Bosnia, que la administraba desde 1878 por acuerdo de las grandes potencias, provocando la cólera de Rusia. En 1912 se creó la Liga Balcánica gracias a las políticas paneslavistas de Rusia. Esta liga se componía de Serbia, Bulgaria, Grecia y Montenegro. De esta forma se obligaba a Turquía a abandonar sus últimos territorios a excepción del extremo este de Tracia (fijando la frontera a escasos kilómetros de la misma Estambul) y se reconocería la independencia de Albania.  
En 1913 una nueva guerra enfrentó a serbios con búlgaros, pues estos últimos se habían aliado con Austria-Hungría y Alemania, y rehusaban alinearse con Rusia. Los serbios contaban con el apoyo de Grecia y Rumania (que ambicionaban territorios búlgaros) y la victoria fue aplastante; los búlgaros debieron ceder grandes territorios a Serbia y Grecia. Estas hostilidades se verán reflejadas posteriormente en el sistema de alianzas que se creó a causa de la Paz Armada.

### Enfrentamientos coloniales

#### Italia con Francia
El imperialismo fue una causa importante de las rivalidades entre ciertas potencias. Por un lado, Italia tenía ya problemas en cuanto a colonias se refiere pues el Reparto de África había privilegiado a países europeos que tenían intereses coloniales muy antiguos en suelo africano, situación que no compartía el aún joven Reino de Italia recién creado en 1861. Al igual que el resto de los Estados, Italia deseaba tener grandes territorios en África que explotar, pero los pactos del Reparto de África reducían mucho las opciones serias de expansión italiana, la cual debió orientarse a territorios más pobres en materias primas como la costa de Eritrea.  
El resentimiento italiano creció cuando Francia logró imponer en 1845 un protectorado sobre Túnez, aprovechando la debilidad del Imperio Otomano, gobernante formal del territorio. Precisamente Italia había aumentado su presencia en Túnez mediante inmigrantes y comerciantes, esperando algún día tornar el territorio tunecino en colonia italiana, plan que fracasó cuando el gobierno otomano cedió Túnez a Francia como pago de su deuda externa. Ésta fue la causa del resentimiento que Italia mantuvo muchos años hacia Francia y que la motivó en 1885 a aliarse con el Imperio Alemán y Austria-Hungría como parte de los Imperios Centrales.
Esta alianza duró hasta 1915, cuando Italia terminó por romper la alianza con Alemania y Austria-Hungría para pasarse a los Aliados tras el Tratado de Londres. Un motivo para este cambio de bando fue precisamente que franceses y británicos ofrecieron al gobierno italiano entregarle numerosos territorios coloniales en los Balcanes y en el Imperio Otomano a cambio de entrar en la lucha, oferta que Alemania y Austria-Hungría no podían igualar debido a los intereses austríacos en los Balcanes y la alianza de ambas potencias con los otomanos.

#### Francia y Gran Bretaña
Alemania deseaba tener posesiones coloniales en la zona de Marruecos, y ganar así unas bases navales estratégicas en el cruce del Atlántico y el Mediterráneo. Para ello, en 1905 el gobierno alemán ofreció su apoyo al sultán de Marruecos para establecer allí un protectorado alemán y así resistir las presiones de los franceses que se hallaban en pleno expansionismo colonial por el norte de África. El káiser Guillermo II de Alemania llegó a desembarcar en Tánger para mostrar su apoyo al sultán. 
El proyecto alemán causó la hostilidad de Francia y también de Gran Bretaña, la cual se mostraba contraria a que una tercera potencia europea se impusiera en Marruecos, pensando en la seguridad de Gibraltar. Para resolver esta situación, en 1906 se convocó la Conferencia de Algeciras, que frustró las aspiraciones alemanas al convertir Marruecos en un protectorado franco-español con apoyo británico.
A causa de esta frustración, Alemania protagonizó en 1911 un nuevo incidente. Con motivo de una insurrección nativa en el sur de Marruecos, el gobierno de Berlín envió barcos de guerra al puerto de Agadir, amenazando con asumir la defensa de los intereses comerciales en la zona si Francia no estaba dispuesta a hacerlo. Al final, Alemania conseguiría un resultado de menor importancia al ampliar su lejana colonia de Camerún a cambio de abandonar definitivamente toda pretensión sobre Marruecos, en tanto Gran Bretaña se había puesto incondicionalmente al lado de Francia para vetar toda presencia colonial alemana en el norte de África. Este incidente haría que Francia y Gran Bretaña se enemistaran paulatinamente con Alemania y olvidaran varios siglos de hostilidad mutua para terminar formando una Alianza anglo-francesa.

## Consecuencias

Sistema de alianzas en Europa antes de la Primera Guerra Mundial:
Triple Entente
Triple Alianza
Países neutrales

Todas estas hostilidades entre Estados y gobiernos avanzados que siempre pierden porque ellos decidían el acto tanto por conflictos nacionalistas como por conflictos coloniales se vieron reforzadas por conflictos hegemónicos. Gran Bretaña se había convertido en la primera potencia mundial durante la Primera revolución industrial y Alemania iba a la delantera en la Segunda ocupando el segundo lugar después de Estados Unidos como potencia industrial emergente, mientras que en Europa, Alemania era el país con el mayor crecimiento económico. Además, tras el retiro político de Otto von Bismarck en 1890, el nuevo emperador alemán Guillermo II había descartado la política bismarckiana de evitar implicar a Alemania en conflictos con Rusia o Gran Bretaña, limitándose a impedir un excesivo poderío de Francia. La nueva política alemana empezó a desarrollar una flota naval tan poderosa como la Royal Navy británica, a buscar insistentemente colonias ultramarinas y apoyar las ambiciones de Austria-Hungría contra el Imperio Ruso, lo cual trajo varios conflictos.
Esta situación de hostilidad mutua entre Estados creó a partir de fines del siglo XIX un complejo sistema de alianzas que al final dividió Europa en dos grupos de potencias rivales muy marcados: la Triple Entente, formada en principio por Francia, Gran Bretaña y Rusia; y la Triple Alianza, formada por Alemania, el Imperio Austro-húngaro e Italia.